# الدوري التركي الممتاز 1960-61
الدوري التركي الممتاز 1960-61 (بالتركية: 1960-61 Millî Lig)‏ هو الموسم 3 من الدوري التركي الممتاز. أشرف على تنظيمه اتحاد تركيا لكرة القدم، وكان عدد الأندية المشاركة فيه 20، وفاز فيه نادي فنربخشة.